# Tuk Jakova

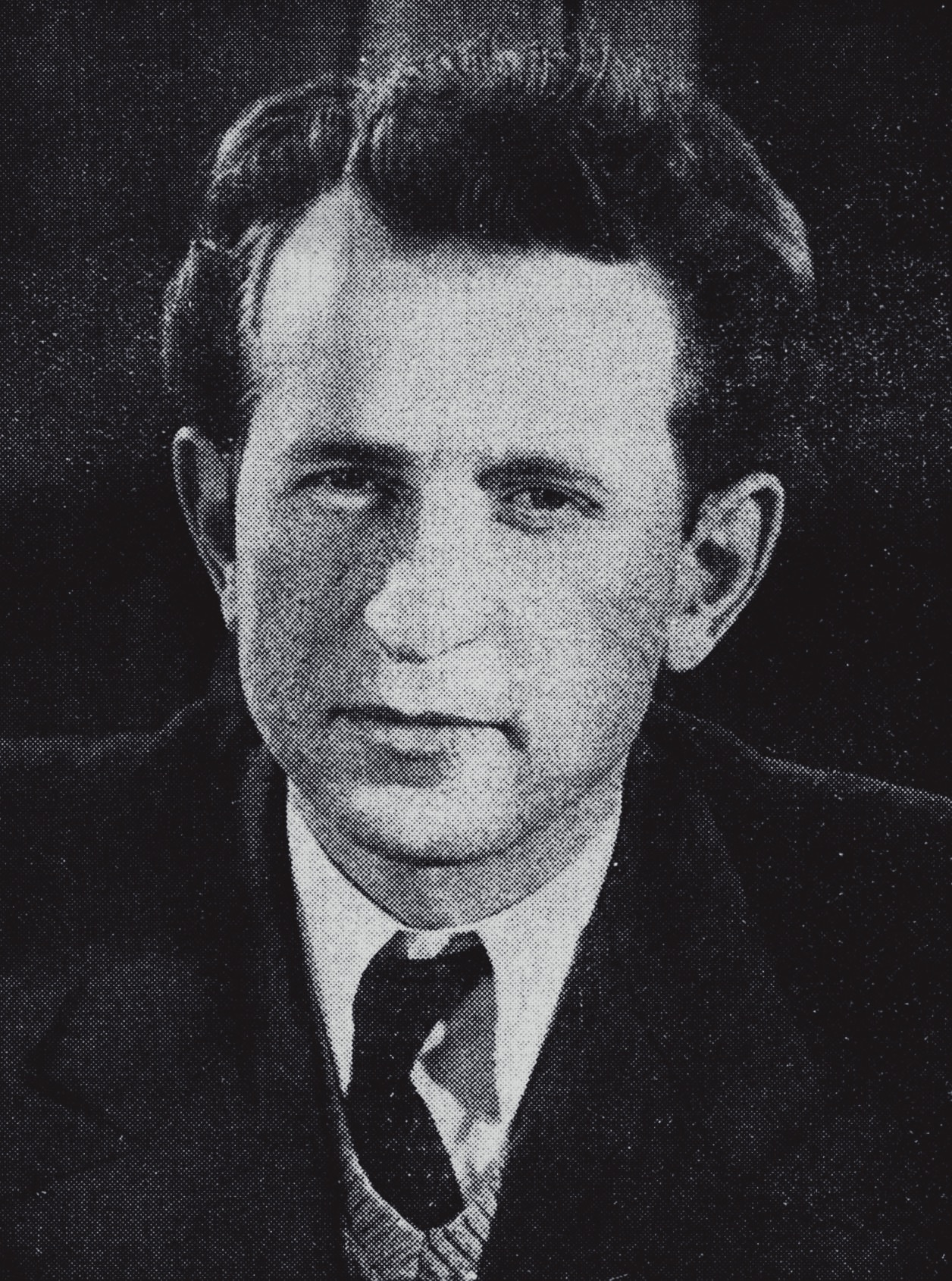
Tuk Jakova

Tuk Jakova (* 1914 in Shkodra; † 12. August 1959) war ein albanischer Politiker der Partei der Arbeit Albaniens.

## Biografie

### Mitgründer der PPSh und Aufstieg zum Politbüromitglied
Jakova gründete bereits frühzeitig mit Qemal Stafën, Zef Malajn und Vasil Shanton eine kommunistische Gruppe in seiner Heimatstadt und gehörte im November 1941 zu den Mitgründern der PPSh. In der damaligen Parteiführung war er neben Pandi Kristo und Koçi Xoxe der einzige Arbeiter. Während des Zweiten Weltkrieges beteiligte er sich von 1942 bis 1944 am kommunistischen antifaschistischen Unabhängigkeitskrieg. Dort war er nacheinander Politkommissar bei der 1. Brigade, der 1. Division und schließlich des 3. Korps.
Er gehörte dem aus 118 Personen bestehenden Antifaschistischen Rat der nationalen Befreiung an, der im Mai 1944 vom Kongress von Përmet als Übergangsparlament gewählt wurde und den Kommunisten zur Machtübernahme verhalf. Nach der Gründung der Volksrepublik Albanien am 11. Januar 1946 wurde er Abgeordneter der Volksversammlung (Kuvendi Popullor) und gehörte dieser von der ersten Legislaturperiode bis zum 4. Februar 1955 an.
Zugleich war er zwischen 1945 und 1947 Vorsitzender des Generalrates des Gewerkschaftsverbandes BSSH (Bashkimi Sindikal i Shqipërisë).
Im Januar 1946 wurde er als Nachfolger von Omer Nishani für kurze Zeit auch Vorsitzender der Volksversammlung und damit Parlamentspräsident.
Auf dem 1. Parteitag der PPSh wurde er im November 1948 zum Mitglied des Politbüros gewählt, von dieser Funktion allerdings bereits 1951 wieder abgesetzt.
Darüber hinaus war er zwischen 1948 und 1955 Mitglied des Zentralkomitees (ZK) der Partei sowie Sekretär des ZK für Parteiorganisation und damit de facto nach Enver Hoxha der Zweite Sekretär der Partei. Auf diesem 1. Parteitag hielt er auch eine Rede gegen den früheren Parteifunktionär Koçi Xoxe, der am 11. Juni 1949 hingerichtet wurde.
Am 4. Juli 1950 wurde er Vize-Ministerpräsident und Innenminister, ehe am 24. Juli 1953 seine Berufung zum Finanzminister in der Regierung von Ministerpräsident Enver Hoxha erfolgte. In diesem Amt folgte ihm jedoch bereits am 20. Juli 1954 Abdyl Këllezi. Im Anschluss wurde er am 20. Juli 1954 Vize-Ministerpräsident. Zeitweise war er auch Gesandter in Jugoslawien (1946 bis 1947) und Ungarn.
Tuk Jakova gehörte zu den 154 Personen, denen der Titel „Held des Volkes“ („Hero i Popullit“) verliehen wurde.

### Entmachtung, Inhaftierung und Tod
Nachdem er 1955 seine Sitze in der Volksversammlung und dem ZK verloren hatte, wurde er zusammen mit seiner Familie in Berat interniert.
Grund hierfür war seine Kritik an Enver Hoxha. Bereits 1951 wurde ihm seine damalige anti-sowjetische Haltung vorgeworfen und er fiel deshalb in Ungnade. Darüber hinaus war er der einzige Katholik in der von moslemischen oder albanisch-orthodoxen Politikern geprägten Parteiführung. Schließlich fiel er auch wegen seiner Jugoslawien-freundlichen Haltung in Ungnade, als er Hoxha daran erinnerte, dass es die jugoslawische KP war, die in Wirklichkeit an der Wiege der Partei der Arbeit Albaniens Pate gestanden hatte und Jakova von Hoxha daher die Anhängerschaft zum Titoismus vorgeworfen wurde.
1956 fand unter der Leitung von Beqir Balluku eine Parteikonferenz in Tirana statt, auf der Gegner Hoxhas um die Generale Panajot Plaku und Dali Ndreu und dessen Ehefrau Liri Gega den Sturz von diesem und dem neuen Ministerpräsidenten Mehmet Shehu planten. Auf dieser Sitzung forderten zahlreiche Delegierte auch Informationen über das Schicksal von Koçi Xoxe, Tuk Jakova, Bedri Spahiu und anderer prominenter Parteimitglieder und deren Rehabilitation.
Im Anschluss befand er sich seit dem 24. Mai 1957 unter Hausarrest in Kanina in der Nähe von Vlora. Am 17. April 1958 wurde er nach Tirana verbracht, während seine Ehefrau Mita Jakova, seine Mutter Luçia Jakova und sein Bruder Frano Jakova in Gramsh im Südosten Albaniens interniert wurden. In der Folgezeit wurde er zu 20 Jahren Freiheitsstrafe verurteilt. Wenige Monate später verstarb er nach offiziellen Angaben an einer akuten Appendizitis in einem Krankenhaus. Inoffiziell wird vermutet, dass er an den Folgen der Folter während seiner Haftzeit verstarb.
Der Briefwechsel zwischen ihm und seiner Ehefrau Mita erschien 1999 unter dem Titel Letërkëmbim i dhimbshëm 1957–1959 – Mita Jakova, Tuk Jakova.